# Cantonul La Roche-sur-Yon-Nord
Cantonul La Roche-sur-Yon-Nord este un canton din arondismentul La Roche-sur-Yon, departamentul Vendée, regiunea Pays de la Loire, Franța.

## Comune
- La Roche-sur-Yon (parțial, reședință)
- Mouilleron-le-Captif
- Venansault